# 上原賞
上原賞（うえはらしょう）は、日本の医学賞。生命科学、特に健康の増進、疾病の予防、および治療に関する諸分野の研究において顕著な功績を上げ、引き続き活躍中の研究者に対し、上原記念生命科学財団より授与される。財団は、大正製薬社長・会長として経営にあたり国会議員として科学振興に尽力した上原正吉の足跡の記念と、大正製薬創業70周年記念事業として1985年（昭和60年）2月に設立された。

## 授賞式・褒賞
12月中旬に受賞者が発表され、翌年3月に授賞式が行われる。
- 正賞 賞状および金牌
- 副賞 2,000万円

## 受賞者

### 1980年代
| 年度     | 受賞者          | 所属（受賞時）                                                                | 受賞対象研究テーマ                                                                           |
| -------- | --------------- | ----------------------------------------------------------------------------- | -------------------------------------------------------------------------------------------- |
| 1985     | 杉田秀夫        | 国立武蔵療養所神経センター疾病研究第一部長                                    | 進行性筋ジストロフィーの病態に関する一連の研究                                               |
| 1985     | 家森幸男        | 島根医科大学教授                                                              | 循環器疾患の成因、予知、予防に関する基礎的疫学的研究                                         |
| 1986     | 入澤宏          | 岡崎国立共同研究機構生理学研究所教授                                          | 心歩調取り機転の生理学的解明に関する研究                                                     |
| 1987     | 宇井理生        | 東京大学薬学部教授                                                            | 細胞内情報伝達因子としての新しいGTP結合蛋白質の発見                                          |
| 1988     | 大村智          | 北里研究所理事・副所長                                                        | 有用な微生物由来生物活性物質探索系の理論的構築並びに発見された種々の新規抗生物質に関する研究 |
| 1989     | 大野雅二        | 東京大学薬学部教授                                                            | 生物活性天然物の分子設計とその活性機構への有機合成的展開                                     |
| 1990年代 |                 |                                                                               |                                                                                              |
| 年度     | 受賞者          | 所属（受賞時）                                                                | 受賞対象研究テーマ                                                                           |
| 1990     | 垂井清一郎      | 大阪大学医学部教授                                                            | 筋肉の酵素欠損症の発見より異常遺伝子の同定にいたる一連の研究                                 |
| 1991     | 高久史麿        | 国立病院医療センター院長                                                      | 造血細胞の分化と腫瘍化に関する基礎的・臨床的研究                                             |
| 1991     | 中西重忠        | 京都大学医学部教授                                                            | G蛋白共役受容体の構造、機能発現、受容機構に関する分子生物学的研究                            |
| 1992     | 市原明          | 徳島大学酵素科学研究センター長・教授                                          | 初代培養肝臓細胞を用いた肝臓機能と肝臓再生機構の解明                                         |
| 1992     | 多田啓也        | 東北大学医学部教授                                                            | 先天代謝異常症の病因・病態の解明並びに診断法の開発に関する研究                               |
| 1992     | 永津俊治        | 藤田保健衛生大学総合医科学研究所教授                                          | カテコールアミンの分子遺伝学的研究                                                           |
| 1993     | 谷口維紹        | 大阪大学細胞生体工学センター教授                                              | サイトカインの構造と機能に関する先駆的業績                                                   |
| 1993     | 本庶佑          | 京都大学医学部教授・遺伝子実験施設長                                          | リンパ球の分化制御に関する一連の研究                                                         |
| 1994     | 廣川信隆        | 東京大学医学部教授                                                            | 細胞の形態形成と細胞内物質輸送機構の解明                                                     |
| 1995     | 竹市雅俊        | 京都大学大学院理学研究科教授                                                  | 細胞接着分子カドヘリンの発見とその機能の研究                                                 |
| 1996     | 矢崎義雄        | 東京大学医学部長・教授                                                        | 心血管系の発生・分化と負荷に対する適応の分子機序に関する研究                                 |
| 1997     | 長田重一        | 大阪大学医学部教授                                                            | アポトーシス（細胞死）の分子機構とその生理作用                                               |
| 1997     | 御子柴克彦      | 東京大学医科学研究所教授                                                      | 哺乳類中枢神経系の発生と分化の分子生物学的研究                                               |
| 1998     | 該当者なし      | 該当者なし                                                                    | 該当者なし                                                                                   |
| 1999     | 宮下保司        | 東京大学医学部教授                                                            | 大脳認知記憶メカニズムの解明                                                                 |
| 2000年代 |                 |                                                                               |                                                                                              |
| 年度     | 受賞者          | 所属（受賞時）                                                                | 受賞対象研究テーマ                                                                           |
| 2000     | 浅島誠          | 東京大学大学院総合文化研究科教授                                              | 脊椎動物の臓器形成と形づくりの基礎的研究                                                     |
| 2000     | 田中紘一        | 京都大学大学院医学研究科教授                                                  | 生体肝移植の確立と展開に関する業績                                                           |
| 2001     | 成宮周          | 京都大学大学院医学研究科教授                                                  | プロスタノイド受容体と低分子量G蛋白質Rhoの生理機能と病態的意義に関する研究                   |
| 2001     | 柳田充弘        | 京都大学大学院生命科学研究科長・教授                                          | 生命継承の基礎としての染色体分配・伝達制御機構に関する一連の研究                             |
| 2002     | 月田承一郎      | 京都大学大学院医学研究科教授                                                  | 細胞間接着装置の分子構築に関する研究                                                         |
| 2003     | 谷口克          | 千葉大学大学院医学研究院教授                                                  | NKT細胞の研究                                                                                |
| 2003     | 長野哲雄        | 東京大学大学院薬学系研究科教授                                                | 生体可視化プローブの理論的開発と生体への応用研究                                             |
| 2004     | 清水孝雄        | 東京大学大学院医学系研究科教授                                                | 生理活性脂質の生合成と機能に関する総合的研究                                                 |
| 2004     | 田中啓二        | （財）東京都医学研究機構東京都臨床医学総合研究所副所長                        | プロテアソームの発見と病態生理に関する研究                                                   |
| 2005     | 鍋島陽一        | 京都大学大学院医学研究科教授                                                  | 動物個体の発生、成熟、恒常性維持機構の研究                                                   |
| 2005     | 水野美邦        | 順天堂大学医学部教授                                                          | パーキンソン病の発症機序に関する研究                                                         |
| 2006     | 審良静男        | 大阪大学微生物病研究所教授                                                    | 自然免疫による病原体認識機構の解明                                                           |
| 2006     | 寒川賢治        | 国立循環器病センター研究所副所長                                              | 独自の探索法による新規生理活性ペプチドの発見とその基盤的研究：グレリンを中心として           |
| 2007     | 門脇孝          | 東京大学大学院医学系研究科教授                                                | 2型糖尿病の分子機構に関する研究                                                              |
| 2007     | 坂口志文        | 京都大学再生医科学研究所長                                                    | 制御性T細胞による免疫応答制御の研究                                                          |
| 2008     | 飯野正光        | 東京大学大学院医学系研究科教授                                                | カルシウムシグナルの時空間制御機構とその生理的意義の解明                                     |
| 2008     | 山中伸弥        | 京都大学iPS細胞研究所\|京都大学物質-細胞統合システム拠点iPS細胞研究センター長 | 多能性幹細胞の維持と誘導                                                                     |
| 2009     | 杉山雄一        | 東京大学大学院薬学系研究科長・教授                                            | トランスポーターの関わる薬物体内動態予測法の確立と創薬支援への応用                           |
| 2009     | 西田栄介        | 京都大学大学院生命科学研究科教授                                              | 細胞内シグナル伝達経路の同定、制御機構並びに生理機能に関する研究                             |
| 2010年代 |                 |                                                                               |                                                                                              |
| 年度     | 受賞者          | 所属（受賞時）                                                                | 受賞対象研究テーマ                                                                           |
| 2010     | 河西春郎        | 東京大学大学院医学系研究科教授                                                | 大脳シナプスと分泌現象の2光子顕微鏡を用いた研究                                              |
| 2010     | 間野博行        | 自治医科大学教授・東京大学特任教授                                            | 肺がん原因遺伝子EML-ALKの発見と臨床応用                                                      |
| 2011     | 森和俊          | 京都大学大学院理学研究科教授                                                  | 小胞体ストレス応答の発見とその分子機構の解明                                                 |
| 2011     | 山本雅之        | 東北大学大学院医学系研究科長・教授                                            | 酸素や食物が内包する毒性に対する生体の応答機構の解明                                         |
| 2012     | 竹縄忠臣        | 神戸大学大学院医学研究科特命教授・質量分析総合センター長                      | ホスホイノシタイド結合タンパク質による細胞ダイナミズム制御                                   |
| 2012     | 渡邊嘉典        | 東京大学分子細胞生物学研究所教授                                              | 染色体分配の基本原理の解明                                                                   |
| 2013     | 笹井芳樹        | 理化学研究所発生・再生科学総合研究センター副センター長                        | 幹細胞の自己組織化による臓器形成の自律制御原理の研究                                         |
| 2013     | 濡木理          | 東京大学大学院理学系研究科教授                                                | 細胞膜輸送の分子機構の解明                                                                   |
| 2014     | 狩野方伸        | 東京大学大学院医学系研究科教授                                                | シナプスの機能発達、可塑性および伝達調節の基本メカニズムの解明                               |
| 2015     | 豊島近          | 東京大学分子細胞生物学研究所教授                                              | イオンポンプによる能動輸送機構の原子構造による解明                                           |
| 2015     | 水島昇 吉森保   | 東京大学大学院医学系研究科教授 大阪大学大学院生命機能研究科・医学系研究科教授 | 哺乳類オートファジーの分子機構と生理機能の研究                                               |
| 2016     | 一條秀憲        | 東京大学大学院薬学系研究科教授                                                | 新たなストレスシグナル機構の発見から創薬基盤形成へ                                           |
| 2016     | 小川誠司 宮野悟 | 京都大学大学院医学研究科教授 東京大学医科学研究所教授                         | 先端ゲノミクスによる癌の分子基盤の解明                                                       |
| 2017     | 松本邦弘        | 名古屋大学大学院理学研究科教授                                                | 動物の発生・分化を制御する情報伝達機構の解明                                                 |
| 2017     | 宮脇敦史        | 理化学研究所脳科学総合研究センター副センター長                                | バイオイメージングの医学応用的開発研究                                                       |
| 2018     | 佐々木裕之      | 九州大学生体防御医学研究所教授                                                | 哺乳類のエピジェネティクス制御機構の解明                                                     |
| 2018     | 高柳広          | 東京大学大学院医学系研究科教授                                                | 骨免疫学の創始による自己免疫疾患・骨関節疾患の研究                                           |
| 2019     | 岩井一宏        | 京都大学大学院医学研究科教授                                                  | 炎症応答を制御する新規ユビキチン修飾系の発見とその病態生理学研究                             |
| 2019     | 斎藤通紀        | 京都大学高等研究院教授                                                        | 生殖細胞の発生機構の解明とその試験管内再構                                                   |
| 2020年代 |                 |                                                                               |                                                                                              |
| 年度     | 受賞者          | 所属（受賞時）                                                                | 受賞対象研究テーマ                                                                           |
| 2020     | 影山龍一郎      | 京都大学ウイルス・再生医科学研究所教授                                        | 神経幹細胞の増殖と分化制御機構の解明                                                         |
| 2020     | 吉村昭彦        | 慶應義塾大学医学部教授                                                        | サイトカイン応答を制御する分子機構の発見とその病態解明                                       |
| 2021     | 浦野泰照        | 東京大学大学院薬学系研究科教授                                                | 有機小分子蛍光プローブの精密開発による、術中迅速微⼩がん蛍光イメージングの実現               |
| 2021     | 岡野栄之        | 慶應義塾大学医学部教授                                                        | 幹細胞システムを用いた中枢神経系の再生医学と疾患研究                                         |
| 2022     | 大野博司        | 理化学研究所 生命医科学研究センター 教授                                      | 宿主の生理・病理と宿主－腸内細菌叢相互作用の統合的理解                                       |
| 2022     | 胡桃坂仁志      | 東京大学定量生命科学研究所教授                                                | ゲノム機能発現におけるクロマチンの構造基盤の解明                                             |
| 2023     | 岩坪威          | 東京大学 大学院医学系研究科教授                                               | アルツハイマー病・認知症性疾患の分子病態解明と治療薬の実用化                                 |
| 2023     | 西川博嘉        | 国立がん研究センター 研究所教授                                               | がん遺伝子異常がもたらす免疫抑制機序の解明と治療への応用                                     |
| 2024     | 神取秀樹        | 名古屋工業大学大学院工学研究科特別教授                                        | 光遺伝学的視覚再生の基盤ツールとなるロドプシンの開発研究                                     |
| 2024     | 柚崎通介        | 慶應義塾大学医学部教授                                                        | 新しいシナプス接着機構の解明と神経機能操作法の開発                                           |